# Cocodril persa
El cocodril persa (Crocodylus palustris), també anomenat cocodril iranià o hindú (en persa گاندو gandu), és una espècie de crocodílids que es localitza per tot el subcontinent indi i les fronteres dels països veïns (Pakistan, Sri Lanka, etc.). A les regions costaneres de Pakistan, per la regió de Makran i les maresmes del delta del Sindh es coneix com a cocodril hindú, ja que existeix a diverses zones de Bangladesh, i parts de Nepal i l'Iran.